# Esporte Clube Estrela de Março
Esporte Clube Estrela de Março é uma agremiação esportiva de Salvador, capital do estado da Bahia. Suas cores são vermelho, verde e branco

## História
Foi fundado em 1961 passando a disputar a 2ª Divisão do Campeonato Baiano. 
Em 1965, conquistou o vice-campeonato ao perder o título para o Redenção Futebol Clube, obtendo acesso à 1ª Divisão. 
Em 1966, disputou pela única vez na sua história a 1ª Divisão do Campeonato Baiano. Estreando em 11 de junho,com o São Cristóvão Atlético Clube. Na sua segunda partida, em 19 de junho, enfrentou o Esporte Clube Vitória. No segundo turno, em 1º de fevereiro de 1967, empatou com o Galícia Esporte Clube com gol de Augusto. Na história do Campeonato Baiano da 1ª Divisão, foram 14 jogos. Augusto e Hélio, foram os artilheiros da equipe.
Desde então o clube participou por dezenas de vezes da 2ª Divisão sem conseguir o acesso, o qual esteve próximo em 1988, quando perdeu o título para o Galícia Esporte Clube. Apenas o campeão era promovido naquele ano.

Em, 2012 o Estrela de Março, disputou o Campeonato Baiano Feminino e o Torneio Seletivo para a 2ª Divisão Profissional. A divisão de base disputou o Campeonato Baiano de Futebol nas categorias sub-16 e sub-18, tendo como sede o Estádio Edgard Santos, na cidade de Simões Filho. 
A partir de 2013 o ESTRELA DE MARÇO, firmou parceria com a ANTONIUS Assessoria Esportiva, e passou a focar na formação e revelação de talentos para o futebol profissional, atuando nas categorias sub-11 ao sub-18.

## Títulos

### Equipe Profissional
- Vice-Campeonato Baiano 2ª Divisão: 1965 e 1988;

### Divisão de Base
- Copa Verão - Sub 11: 2013 e 2015
- Copa São Marcos: 2011, 2012, 2013, 2014, 2016
- Copa verão - Sub 17: 2019